# Pseudoclanis kakamegae
Pseudoclanis kakamegae là một loài bướm đêm thuộc họ Sphingidae. Nó được tìm thấy ở Kakamega rainforest in Kenya.